# Tripp (Dakota du Sud)
Pour les articles homonymes, voir Tripp.
Tripp est une municipalité américaine située dans le comté de Hutchinson, dans l'État du Dakota du Sud. Selon le recensement de 2010, elle compte 647 habitants. La municipalité s'étend sur 0,59 milles carrés (1,53 km2).
Fondée en 1886, la ville est nommée en l'honneur de Bartlett Tripp (en), juge en chef de la Cour suprême du territoire du Dakota.

## Démographie
| 1890 | 1900 | 1910 | 1920 | 1930 | 1940 |
| ---- | ---- | ---- | ---- | ---- | ---- |
| 226  | 366  | 675  | 970  | 939  | 913  |

| 1950 | 1960 | 1970 | 1980 | 1990 | 2000 |
| ---- | ---- | ---- | ---- | ---- | ---- |
| 913  | 837  | 851  | 804  | 664  | 711  |

| 2010 | - | - | - | - | - |
| ---- | - | - | - | - | - |
| 647  | - | - | - | - | - |